# Тираспольська вулиця (Одеса, Приморський район)
Тираспо́льська ву́лиця — вулиця у Приморському районі міста Одеса. Починається від Тираспольської площі і закінчується на розі із вулицею Старопортофранківською.
В Одесі існує також інша Тираспольська вулиця в Хаджибейському районі.

## Історія

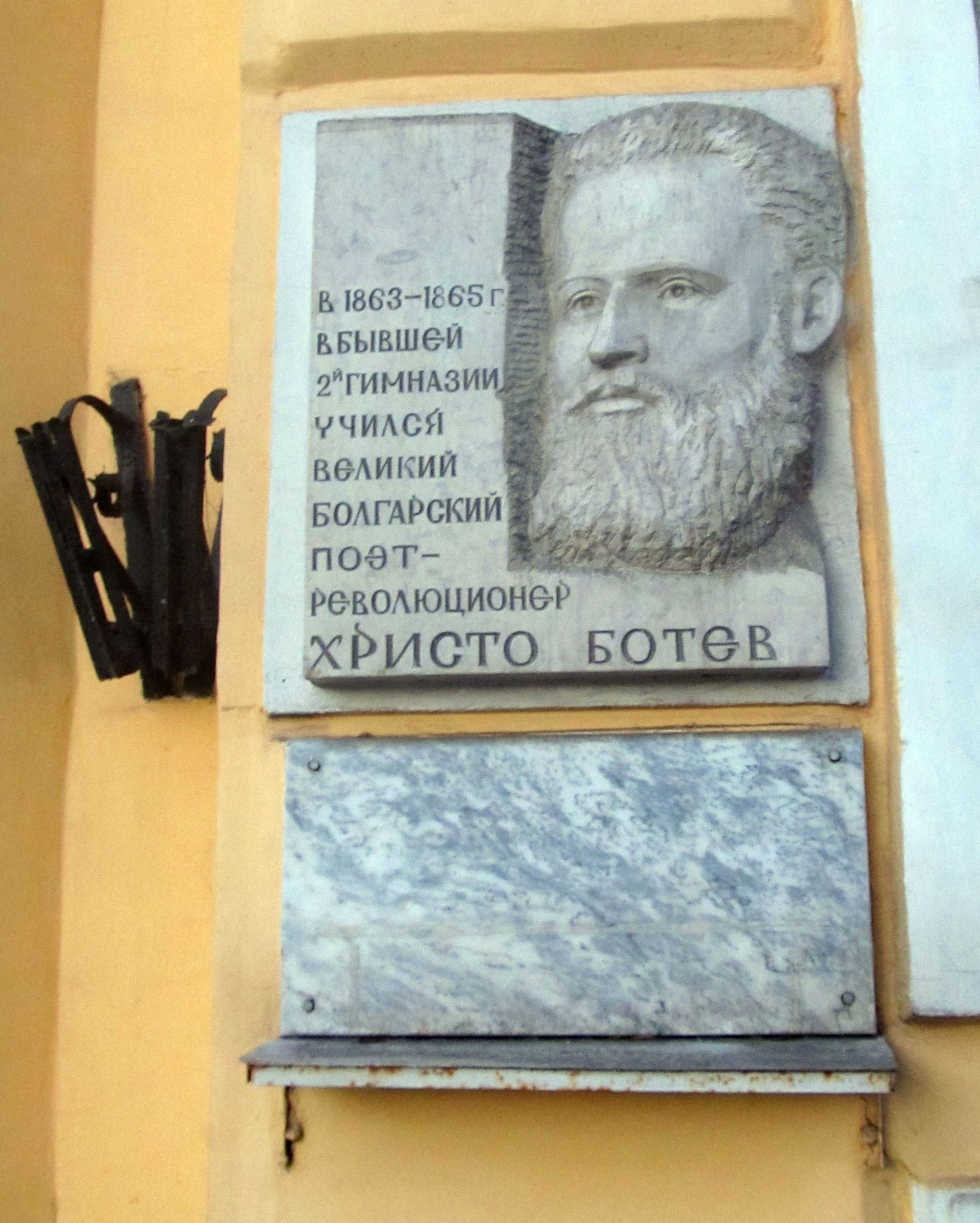
Меморіальна дошка на будівлі другої чоловічої гімназії, присвячена Христо Ботеву.

Згідно з картою Одеси із планом Хаджибею 1794 року приблизно на тому місці, де нині знаходиться Тираспольська вулиця вказана «Дорога в Тирасполь». Звідки й пішла назва вулиці. Вулиця Тираспольська знаходиться в центральній історичній місцевості Одеси тому має майже таку ж довгу історію як і усе місто. Однак сучасна забудова вулиці не дуже стара. Вперше назва «Тираспольська» на карті з'явилася 1826 року. Серед подібних вулиць треба відзначити вулицю Херсонську (нині Пастера). Такі назви з'явилися саме через напрямок доріг на інші міста держави, зокрема, Тирасполь та Херсон. Таким чином на Тираспольській вулиці першими будівлями стали склади для зберігання зерна — основного товару місцевого порту. Більшість будинків було збудовано вже у XX столітті. Однак, також є будівлі кінця XIX століття, зокрема, будинки Давидова, Шейнштейна, будинок, де жив Юхим Дубовий, Будівля другої чоловічої гімназії, а також житловий будинок № 20 на розі вулиці Дігтярної.
Тираспольська вулиця слугувала, як прихистком підприємцям, так і дипломатам. Зокрема, у будинку № 1, який було збудовано наприкінці XIX століття, на початку XX століття знаходилася майстерня, що займалася друкуванням плакатів та переплетом. У 1909 році у цьому ж будинку знаходилося сховище фарб. Згодом у будівлі з'явилося іспанське консульство, а також книжковий магазин.
У Будівлі другої чоловічої гімназії за адресою № 7 у 1863–1865 роках вчився болгарський поет та революціонер Христо Ботев, хоча за даними деяких краєзнавців гімназія знаходилася у будинку № 9.
Усього на вулиці Тираспольській дванадцять пам'яток архітектури та історії, що занесені до Державного реєстру нерухомих пам'яток за категорією місцевого значення.
У період з 2007 по 2008 рік вулиця була реконструйована, проїжджа частина була розширена до чотирьох смуг, було покладено асфальт, було оновлено дерева, що росли на вулиці, а також проведено повну заміну підземних комунікацій тощо.

## Пам'ятки історії та архітектури
| Охоронний номер | Рішення Одеського облвиконкому                                            | Найменування пам'ятки                     | Рік спорудження (відбудови) | Адреса                                                       | Зображення |
| --------------- | ------------------------------------------------------------------------- | ----------------------------------------- | --------------------------- | ------------------------------------------------------------ | ---------- |
| 237-Од          | № 580 від 27.12.1991 р.                                                   | Будинок житловий                          | I пол. XIX ст.              | вул. Дігтярна, 7 — ріг вул. Тираспольської, 20               |            |
| 391-Од          | № 580 від 27.12.1991 р., № 480 від 15.08.1985 р., № 652 від 25.12.1984 р. | Будинок Рудь                              | 1910                        | вул. Ковальська, 42 — ріг вул. Тираспольської, 16            |            |
| 556-Од          | № 580 від 27.12.1991 р., № 381 від 27.07.1971 р.                          | Будівля другої чоловічої гімназії         | 1850-ті                     | вул. Новосельського, 93 — ріг вул. Тираспольської, 7         |            |
| 834-Од          | № 580 від 27.12.1991 р.                                                   | Будинок Пташникова                        | 1911–1912                   | вул. Старопортофранківська, 97 — ріг вул. Тираспольської, 34 |            |
| 837-Од          | № 652 від 25.12.1984 р.                                                   | Будинок, де жив Юхим Дубовий              | кін. XIX ст.                | вул. Тираспольська, 1                                        |            |
| 838-Од          | № 580 від 27.12.1991 р.                                                   | Будівля Автомобільно-дорожнього технікуму | 1953                        | вул. Тираспольська, 6                                        |            |
| 839-Од          | № 480 від 15.08.1985 р.                                                   | Будинок Зоншейна                          | 1900                        | вул. Тираспольська, 8 — ріг вул. Новосельського, 91          |            |
| 840-Од          | № 580 від 27.12.1991 р.                                                   | Будинок Шейнштейна                        | кін. XIX ст.                | вул. Тираспольська, 19 — ріг вул. Дігтярна                   |            |
| 841-Од          | № 580 від 27.12.1991 р.                                                   | Будинок Давидова                          | 1892                        | вул. Тираспольська, 23                                       |            |
| 842-Од          | № 652 від 25.12.1984 р.                                                   | Будинок, у якому жив Добровольський В. Н. |                             | вул. Тираспольська, 24                                       |            |
| 843-Од          | № 580 від 27.12.1991 р.                                                   | Прибутковий будинок Фалькевича            | 1901                        | вул. Тираспольська, 25                                       |            |
| 844-Од          | № 580 від 27.12.1991 р.                                                   | Будинок Дур'яна                           | 1910                        | вул. Тираспольська, 37 — ріг вул. Старопортофранківська      |            |